# Zala (ancien comitat)
Pour les articles homonymes, voir Zala (homonymie).
Zala était un comitat du royaume de Hongrie. Son territoire était situé dans l'ouest de l'actuelle Hongrie, le nord de la Croatie et l'est de la Slovénie. Cela correspond aux départements hongrois actuels de Zala et, partiellement, de Veszprém, à la région croate du Međimurje jusqu'à la Drave et aux alentours de Lendava en Slovénie. Zalaegerszeg en était sa capitale. Les régions limitrophes en étaient le duché de Styrie (aujourd'hui en Autriche et en Slovénie) et les comitats hongrois de Vas, Veszprém, Somogy, Varasd (ce dernier étant maintenant croate). La Mur et la Zala le traversaient. Il était limité au sud par la Drave et atteignait le lac Balaton à l'est.

En 1918 (confirmé par le traité de Trianon en 1920), le sud-ouest du comitat devint une partie du royaume des Serbes, Croates et Slovènes (qui allait prendre le nom de Yougoslavie en 1929). Le reste du comté resta hongrois mais, en 1950, le gouvernement communiste redessina les limites des départements. Une petite partie du département de Vas située au nord de Zalaegerszeg fut rattachée au département de Vas alors que la rive nord du lac Balaton était détachée du département de Zala pour rejoindre le département de Veszprém.

En 1991, quand la Slovénie et la Croatie devinrent indépendantes, l'ancienne partie du comté de Zala située entre la Mur et la Drave (Međimurje) devint croate alors que les alentours de Lendava devenaient slovènes.

## Subdivisions
Au début du XXe siècle, le comitat de Zala est divisé en :
| Districts (járás)                           | Districts (járás)      |
| District                                    | Chef-lieu              |
| ------------------------------------------- | ---------------------- |
| Alsólendva                                  | Alsólendva, SI Lendava |
| Balatonfüred                                | Balatonfüred           |
| Csáktornya                                  | Csáktornya, HR Čakovec |
| Keszthely                                   | Keszthely              |
| Letenye                                     | Letenye                |
| Nagykanizsa                                 | Nagykanizsa            |
| Nova                                        | Nova                   |
| Pacsa                                       | Pacsa                  |
| Perlak                                      | Perlak, HR Prelog      |
| Sümeg                                       | Sümeg                  |
| Tapolca                                     | Tapolca                |
| Zalaegerszeg                                | Zalaegerszeg           |
| Zalaszentgrót                               | Zalaszentgrót          |
| Districts urbains (rendezett tanácsú város) |                        |
| Nagykanizsa                                 |                        |
| Zalaegerszeg                                |                        |

Les villes de Prelog et de Čakovec sont de nos jours en Croatie ; Lendava est, quant à elle, en Slovénie.